# Kabupaten Kepulauan Sangihe
Kabupaten Kepulauan Sangihe (indonesiska: Kepulauan Sangihe dan Talaud) är ett kabupaten i Indonesien.   Det ligger i provinsen Sulawesi Utara, i den nordöstra delen av landet, 2 300 km nordost om huvudstaden Jakarta. Antalet invånare är 126 100. Kabupaten Kepulauan Sangihe ligger på ön Sangihe Besar Island.